# Tjärnans barnsanatorium

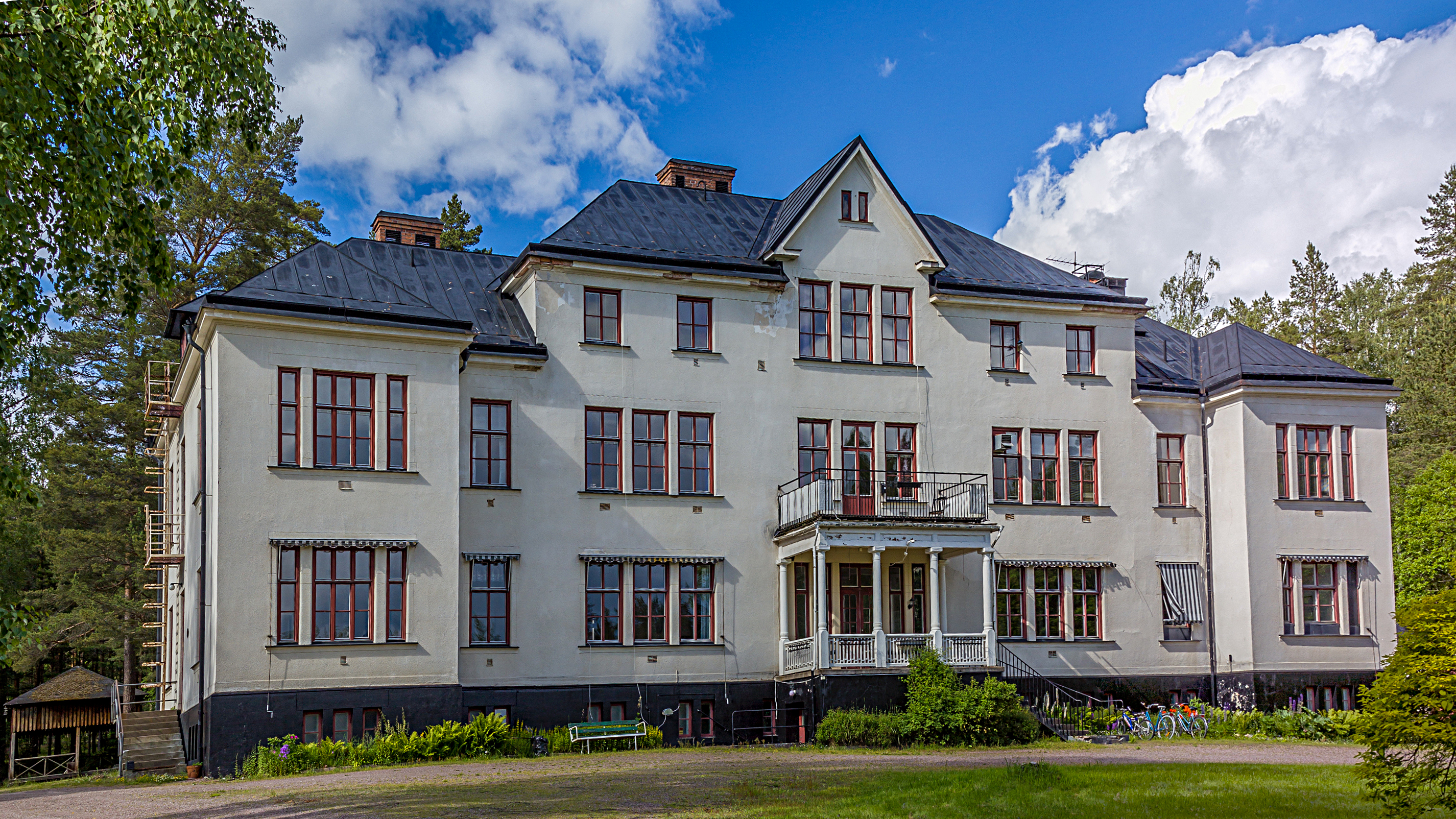
Tjärnans barnsanatorium 2015

Tjärnans barnsanatorium, även Kronprinsessan Margaretas vårdanstalt för tuberkulösa barn, var ett sanatorium i Tjärnan, mellan Säter och Hedemora i Dalarnas län.
Det byggdes på privat initiativ, öppnades 1909 och hade då 78 vårdplatser.
Under krigsåren på 1940-talet skapades en särskild avdelning med 20 vårdplatser för finska krigsbarn. Under de fyra–fem år som avdelningen existerade kom cirka 140 finska barn att vistas på sanatoriet